# Club La Rosales

Escudo del Club Atlético River Plate, que nació de la fusión de La Rosales y Santa Rosa.

La Rosales fue un club de fútbol argentino del barrio de La Boca que al fusionarse con el club vecino Santa Rosa dio nacimiento a River Plate.

## Historia
No es mucha la información que se tiene acerca de La Rosales, pero de lo que sí no hay dudas es de que junto a Santa Rosa formó al Club Atlético River Plate.
Algunas fuentes sostienen que el club La Rosales fue fundado en 1899 con el nombre de “Juventud Boquense” por un grupo de estudiantes del Colegio Industrial y Comercial. Posteriormente fue reorganizado con el nombre de La Rosales, en honor a un buque hundido en el Océano Atlántico en el año 1892 cuando se dirigía a España por los festejos a la conmemoración de los 400 años del descubrimiento de América. 
No hay certeza acerca de cuándo adoptó el nombre “La Rosales”, como así tampoco de cuándo se fusionó con Santa Rosa.

### Fusión con Santa Rosa
El Centro de investigación e Historia del Fútbol CIHF sostiene que lo más posible es que se haya fusionado con Santa Rosa el 15 de mayo de 1904, citando entre otros indicios un artículo del diario La Nación el domingo 22 de mayo de 1904: 

’Club Atlético River Plate’ Con este título ha quedado constituido un nuevo centro sportivo, con los elementos de los clubs ‘Santa Rosa’ y ‘La Rosales’, centro que tomará parte activa este año en casi todos los torneos a realizarse. Esta tarde iniciará sus reuniones con un partido amistoso entre el primero y el segundo team del club en el field social que posee en la dársena sur.

Como las reuniones sólo podían celebrarlas los domingos o días feriados, que no los hubo esa semana, la fundación tuvo que haber tenido lugar el domingo anterior, 15 de mayo. Sin embargo, River Plate da como fecha oficial de fundación el 25 de mayo de 1901. Ese día podría haber tenido lugar el cambio de nombre de “Juventud Boquense” por “La Rosales”. 
Sobre el particular, el doctor Leopoldo Bard, jugador y dirigente de Santa Rosa, y luego de River Plate, dijo: 

“la Juventud Boquense, que luego cambió de nombre por el de La Rosales, fue un gran rival de Santa Rosa, pero luego llegamos a entendernos (…)”.

Al momento de la fusión, uno de los nombres que se propuso fue el de “Juventud Boquense”, también “Forward”, pero finalmente se optó por “River Plate”.

### Partidos
Estos son los partidos de La Rosales de los que se tiene constancia en publicaciones periodísticas:
Su primera victoria fue frente a Estrella Polar de Parque Patricios.
La Argentina
8 de septiembre de 1903.
“Racing Club (ilegible), La Rosales 1, en el field del primero en Barracas al Sud.”
La Argentina
22 de septiembre de 1903.
“La Rosales 0 - 0 Racing Club”
(Jugaron por un premio donado por el ministro de Marina y La Rosales con nueve jugadores. Hubo un fallo insólito del árbitro, lo cual motivó varias cartas en los días posteriores sobre el asunto).

“La Rosales jugará un match con Rivadavia. Form: V. Messina; L. Rolón y A. Piccioni; F. Falcón, A. Lerenas y A. Pertini; A. Spilimbergo, A. Butta, M. Botteri, R. Bagglietro y L. Bard”.
El Diario
12 de septiembre de 1903, pág. 10.